# Cal Miquel Pólvora
Cal Miquel Pólvora és una obra de Cornudella de Montsant (Priorat) inclosa a l'Inventari del Patrimoni Arquitectònic de Catalunya.

## Descripció
Casa de planta baixa, dos pisos i golfes. La porta, de llinda recta, és de pedra i duu gravats els noms "RG" i "MP". Els balcons que s'obren al carrer, en nombre de dos per pis, tenen barana de fusta, element típic del priorat. L'element a destacar el constitueix un rellotge de sol que hi ha a la façana, el qual no és, en absolut, corrent a la contrada, i això encara menys les cases dels pobles. El mateix rellotge, esgrafiat sobre la façana, duu la data de 1850, que deu correspondre, possiblement, a l'any de construcció o bé el moment que es refeu la casa.

## Història
Edificació que sembla correspondre al període de creixement i benestar econòmic a l'aparició de la fil·loxera al priorat. Les inicials "MP" de la porta semblen correspondre al nom de la casa "Miquel Pólvora".